# Pārdi
Pārdi är en ort i Indien.   Den ligger i distriktet Valsād och delstaten Gujarat, i den västra delen av landet, 1 000 km söder om huvudstaden New Delhi. Pārdi ligger 27 meter över havet och antalet invånare är 27 423.
Terrängen runt Pārdi är platt. Runt Pārdi är det tätbefolkat, med 982 invånare per kvadratkilometer. Närmaste större samhälle är Valsad, 11,3 km norr om Pārdi. Trakten runt Pārdi består till största delen av jordbruksmark.